# William Moorcroft
William Moorcroft, né en 1767 à Ormskirk et disparu depuis 27 août 1825 vers Andkhoi, est un vétérinaire et explorateur britannique.

## Biographie
Moorcroft est né à Ormskirk, dans le Lancashire. Il est le fils illégitime d'Ann Moorcroft, la fille d'un fermier. Il est baptisé en 1767 à St Peter & St Paul, l'église paroissiale d'Ormskirk, où figure de nos jours une plaque commémorative en son honneur. Sa famille a suffisamment de moyens pour obtenir un apprentissage chez un chirurgien de Liverpool, mais pendant ce temps, une maladie inconnue décime les troupeaux de bovins dans le Lancashire et le jeune William est recruté pour soigner les animaux malades. Sa compétence impressionne tellement les propriétaires fonciers du comté qu'ils propose de garantir ses études en payant une école vétérinaire à Lyon en France. Il y arrive au moment de la Révolution française, en 1789 et devient le premier Anglais à se qualifier comme vétérinaire. À la fin de ses études, il commence à pratiquer à Londres où il fonde un « hôpital pour chevaux » sur Oxford Street et participe à la fondation du premier collège vétérinaire britannique. Il propose aussi de nouvelles méthodes chirurgicales pour soigner la boiterie chez les chevaux et acquiert quatre brevets sur des machines pour fabriquer des fers à cheval.
Il publie en 1795 un opuscule sur le traitement des maladies des chevaux et en 1800 un compte rendu sommaire des méthodes de ferrage des chevaux.
En 1803, une armée citoyenne est mobilisée pour défendre la Grande-Bretagne contre une menace d'invasion napoléonienne. Moorcroft rejoint la Westminster Volunteer Cavalry. Il a attiré l'attention d'Edward Parry, directeur de la Compagnie des Indes orientales (EIC), qui le recrute pour gérer le haras de la Compagnie des Indes orientales au Bengale. En 1808, Moorcroft part pour l'Inde et arrive à Calcutta, alors capitale de l'Inde britannique.
Il trouve le haras dans un état lamentable, avec des signes apparemment déprimants de laxisme, de négligence et d'ignorance. Souvent, des juments trop petites sont accouplées avec des étalons locaux, les meilleurs poulains sont retenus et les livres généalogiques falsifiés. Il améliore les procédures au haras. Il prend en charge le personnel et élimine les chevaux déficients. Moorcroft a également cultivé de l'avoine à grande échelle en Inde.
En 1811, Moorcroft voyage dans le sous-continent nord à la recherche de meilleurs reproducteurs. Malgré des voyages à Lucknow et à Bénarès, il ne parvient pas à acquérir les chevaux reproducteurs idéaux qu'il recherche. À Bénarès, il apprend que la rumeur dit que Boukhara a « le plus grand marché aux chevaux du monde ». Moorcroft recrute un Persan nommé Mir Izzat-Allah pour faire un voyage de reconnaissance à Boukhara et tracer la route. Il a également appris que de beaux chevaux reproducteurs pouvaient être trouvés au Tibet.
En 1812, la Compagnie des Indes lui ordonne d'importer dans l'Inde un troupeau de chèvres à longues soies du Cachemire. Avec  Hyder Young Hearsey, il traverse ainsi l'Asie centrale en se faisant passer pour des pèlerins hindous. Les deux hommes parcourent le même chemin que William Spencer Webb jusqu'à Djosimah (Pusa) (1er juin) puis passent l'Himalaya, visitent le lac Manasarovar au Tibet et prouvent que le Gange n'y prend pas sa source. Après Darba et Gartok, ils atteignent les sources de l'Indus.
Moorcroft participe ensuite aux luttes de pouvoir au Tibet, y étudie la géographie, les langues, l'histoire, la littérature et le commerce puis revient par le Bhoutan où il est fait prisonnier. Délivré le 1er novembre 1812, il rejoint Calcutta. Il conclut un traité de commerce avec le gouvernement du Ladakh et, en 1819, découvre la source de l'Hyphasis.
Sa disparition reste une énigme. Il serait mort de maladie à Andkhoi ou aurait été assassiné près de Boukhara, mais aucune preuve n'a jamais été recueillie sur son décès. Évariste Huc écrit qu'il atteignit Lhassa en 1826, y aurait vécu douze ans et aurait été assassiné lors de son voyage de retour vers l'Inde en 1838,.

## Publications
- 1816 : A Journey to Lake Manasarovara
- 1819-1825 : Travels in the Himalayen Provinces of Hindustan and the Panjab